# VP 166R

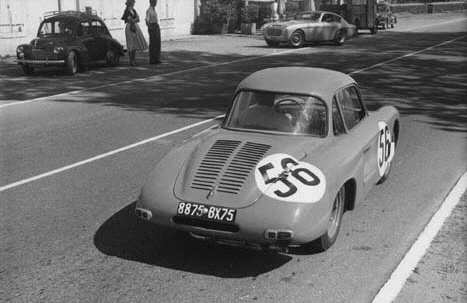
VP 166R von Just-Émile Vernet und Jean Pairard beim 24-Stunden-Rennen von Le Mans 1953

Der VP 166R war ein Sportwagen-Prototyp, der 1953 bei Vernet et Pairard entwickelt wurde.

## Entwicklungsgeschichte und Technik
1950 hatten die beiden französischen Rennfahrer Just-Émile Vernet und Jean Pairard ein kleines Unternehmen gegründet, das in einer Kleinserie Sportwagen auf der Basis des Renault 4CV entwickelten. Erster Rennwagen war der VP 156R, ein Spyder der auch als Renault 4CV Tank bekannt wurde.
Der VP166R war ursprünglich als geschlossenes Coupé geplant. Von den drei gebauten Einheiten war jedoch ein Fahrzeug ein Spyder. Die Rohrrahmen der Wagen entwarf der Konstrukteur Robert Mauger.
Die Coupés waren Zweisitzer, mit einem flach nach hinten gezogenen Heck.
Der Motor war ein Renault „Billancourt“, ein Reihenmotor mit vier Zylindern und 747 cm³ Hubraum. Vernet steigerte die Leistung, indem er unter anderem die Ventile und die Nockenwelle veränderte und den Motor mit einem Doppelvergaser versah.
Vorgestellt wurde der Wagen beim Salon de l’Automobile 1953. Eine geplante Serie gemeinsam mit Renault kam aus bis heute unklaren Gründen nie zu Stande. Von den drei Wagen ist heute noch einer erhalten, der im Renault-Museum in Boulogne-Billancourt steht.

## Renngeschichte
Der VP 166R wurde mit wenigen Ausnahmen fast nur beim 24-Stunden-Rennen von Le Mans gefahren. Das Renndebüt gab es 1953; am Steuer die beiden Firmeneigentümer Vernet und Pairard, die zwar als 26. Fahrzeug ins Ziel kamen aber mangels zurückgelegter Distanz nicht gewertet wurden. 1954 war neben Vernet Yves Giraud-Cabantous am Start. Diesmal kam die Barquette zum Einsatz, die nach einem Unfall zwei Stunden vor Rennende ausfiel.
Die Barquette wurde auch 1955 und 1956 gefahren. 1956 bestritt Giraud-Cabantous das Rennen mit Yves Lesur und fiel nach einem Motorschaden erneut aus. 1956 pilotierten Jean-Marie Dumazer und Lucien Campion den Wagen an die 14. Stelle der Gesamtwertung. Zum letzten Mal gefahren wurde die Barquette 1957 in Le Mans von Dumazer und Bernard Consten; erneut gab es einen Ausfall durch einen Unfall.
Abseits von Le Mans gab es 29. Endrang bei der Tour de France für Automobile 1954 und einen 16. Rang beim 1000-km-Rennen von Paris 1956.